# Граньяно-Треббьенсе
Граньяно-Треббьенсе (итал. Gragnano Trebbiense, эмил.-ром. Gragnàn) — коммуна в Италии, располагается в регионе Эмилия-Романья, подчиняется административному центру Пьяченца.
Население составляет 3470 человек, плотность населения составляет 102 чел./км². Занимает площадь 34 км². Почтовый индекс — 29010. Телефонный код — 0523.
Покровителем коммуны считается Архангел Михаил. Праздник ежегодно празднуется 29 сентября.